# Georg Wiessing
Georg Hendrik Jacob Wiessing (Overasselt, 11 mei 1897 – 8 juni 1974) was een Nederlands politicus.
Hij werd geboren als zoon van Johannes Wiessing (1841-1923; gemeentesecretaris) en Johanna Maria Coolen (1859-1946). Zijn eerste ervaring met de gemeente-administratie deed hij op bij zijn vader bij de gemeentesecretarie van Overasselt. In 1918 werd hij tijdelijk ambtenaar bij de gemeentesecretarie van Breda en een jaar later werd hij eerste ambtenaar bij gemeente Schijndel. Vanaf mei 1920 was hij slechts korte tijd de eerste ambtenaar van Tubbergen want later dat jaar volgde hij J.P.Th. van de Sandt op als gemeentesecretaris van Ambt Delden. Met ingang van 1 mei 1940 werd Wiessing benoemd tot burgemeester van Westervoort. Hij ging in 1962 met pensioen en overleed in 1974 op 77-jarige leeftijd.